# Радіо «Максимум»
«Радіо MAXIMUM» (колишня назва «Радіо 24») — українська інформаційно-розважальна радіостанція, що входить в медіахолдинг ТРК «Люкс» (24 канал, портал «Футбол 24» та радіо «Lux FM»). Мовлення проводиться в 18 містах України (FM-мережа) та в мережі Інтернет.
Вебсайт радіостанції виконаний у вигляді інформаційного порталу, на якому можна почитати новини та послухати програми, які звучали в ефірі. Крім того, родзинкою сайту є плейліст, який можна редагувати відповідно до своїх уподобань та ефірний плейлист з розкладом пісень, які звучали в ефірі.

## Мовлення[1]
- Київ — 94,2 FM
- Вінниця — 107,4 FM
- Дніпро — 107,7 FM
- Дніпрорудне — 103,4 FM
- Запоріжжя — 101,8 FM
- Івано-Франківськ — 104,7 FM
- Кропивницький — 104,2 FM
- Луцьк — 88,7 FM
- Львів — 102,1 FM
- Могилів-Подільський — 107,7 FM
- Одеса — 107,4 FM
- Олександрія — 107,6 FM
- Полтава — 92,4 FM
- Прилуки — 102,8 FM
- Рівне — 90,0 FM
- Севастополь — 87,7 FM
- Славське — 102,1 FM
- Тернопіль — 88,1 FM
- Токмак — 91,6 FM
- Харків — 104,0 FM
- Черкаси — 101,0 FM

### Сторінки в соцмережах
- Радіо «Максимум» у соцмережі «Facebook»
- Радіо «Максимум» у соцмережі «Твіттер»
- Радіо «Максимум»  у соцмережі «Instagram»
- Канал Радіо «Максимум» на YouTube